# Blandfolk
Blandfolk eller blandras är en föråldrad term för en person av blandad härkomst från två eller flera olika etniska grupper eller "raser". Benämningen nvänds numera sällan, då den bygger på rasbiologiska idéer och därmed kan uppfattas som rasistisk.
Genom kolonialism, migration och globalisering uppstår sexuella förbindelser och familjebildningar mellan individer av olika etniciteter. De ibland påstådda negative effekterna hos personer med sådant ursprung går ej att påvisa, utan beror snarast på sociala missförhållanden och rasistiska fördomar.
Genom tiden har folk av (uppfattad eller verklig) blandad etnisk härkomst getts olika termer. Hur korrekta eller nedsättande specifika ord anses vara på svenska eller andra språk skiljer sig stort från fall till fall och varsamhet vid användandet är lämplig. Bland dessa termer kan nämnas:
- Mulatt
- Mestis
- Sambo
- Eurasier
- Chino
- Kreol
- Färgad